# Bleimoschee (Trikala)

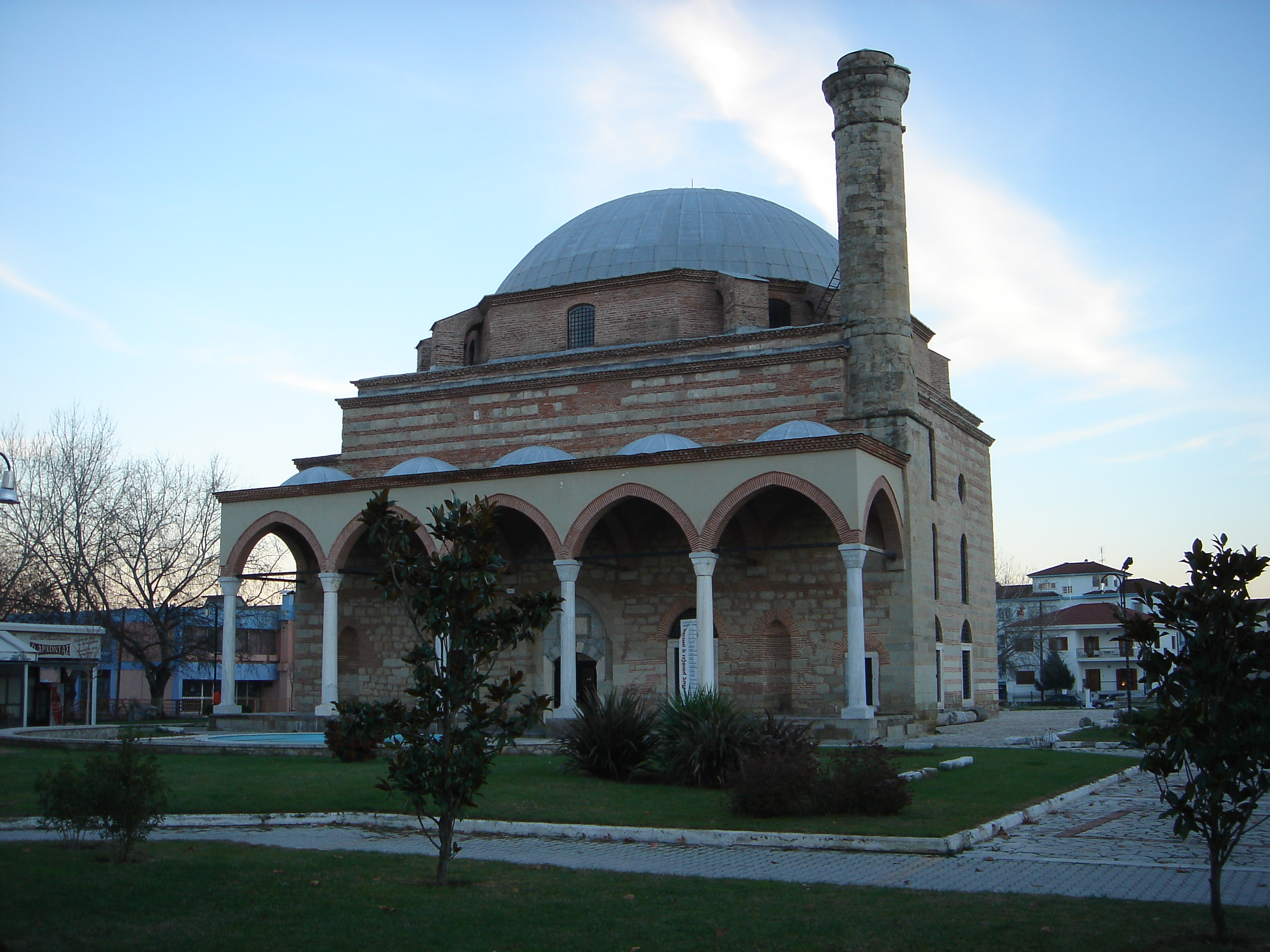
Frontansicht der Osman-Schah-Moschee

Die Osman-Schah-Moschee (griechisch Τέμενος Οσμάν Σαχ) oder Bleimoschee (Κουρσούμ Τζαμί, von türkisch kurşun camii – „Bleierne Moschee“) ist eine osmanische Moschee aus dem 16. Jahrhundert in der Stadt Trikala, Griechenland.
Die Moschee wurde von Osman Schah, auch als Kara Osman Pascha bekannt, gestiftet. Osman war der Sohn von einer der Töchter des Sultans Selim I. und weilte eine lange Zeit in Trikala als Gouverneur (Mütessarif) der örtlichen Provinz (Sandschak von Tirḥāla). Die exakte Datierung ist ungewiss, doch wurde die Moschee wahrscheinlich in der Periode von 1550 bis 1560 gebaut, höchstwahrscheinlich in den späten 1550er Jahren. Osman errichtete mehrere karitative Einrichtungen in der Moschee, unter anderem eine Medrese, ein Armenhaus und eine Karawanserei. Er selbst wurde zum Zeitpunkt nach seinem Tod 1567/8 in einer Türbe im südlichen Hof der Moschee begraben. Zum Zeitpunkt des Besuches von Evliya Çelebi ein Jahrhundert später war die Moschee die Hauptmoschee der Stadt.
Die Osman-Schah-Moschee selbst wurde vom berühmten osmanischen Architekten Mimar Sinan erbaut – eine von 79 in seiner Karriere, und seine einzige, die im heutigen Griechenland überlebt hat. Es ist auch die einzige der acht von Evliya Çelebi erwähnten Moscheen in der Stadt, die noch steht. Das Gebäude selbst besteht aus einer viereckigen Gebetshalle, die von einer großen halbkugelförmigen Kuppel überdacht ist, und hat eine Portikus ('revak'), die vor kurzem wiederaufgebaut wurde. Das Minarett befindet sich am nordwestlichen Ende und ist relativ gut erhalten, abgesehen vom fehlenden Dach. Alle anderen Gebäude, die an die Moschee angeschlossen waren, sind seither verschwunden, mit Ausnahme der achteckigen Türbe des Gründers, die als Lagerplatz für Artefakte aus archäologischen Ausgrabungen verwendet wird.